# 에라토스테네스의 체
수학에서 에라토스테네스의 체는 소수를 찾는 빠르고 쉬운 방법이다. 고대 그리스 수학자 에라토스테네스가 발견하였다.

## 알고리즘
1. 2부터 소수를 구하고자 하는 구간의 모든 수를 나열한다. 그림에서 회색 사각형으로 두른 수들이 여기에 해당한다.
2. 2는 소수이므로 오른쪽에 2를 쓴다. (빨간색)
3. 자기 자신을 제외한 2의 배수를 모두 지운다.
4. 남아있는 수 가운데 3은 소수이므로 오른쪽에 3을 쓴다. (초록색)
5. 자기 자신을 제외한 3의 배수를 모두 지운다.
6. 남아있는 수 가운데 5는 소수이므로 오른쪽에 5를 쓴다. (파란색)
7. 자기 자신을 제외한 5의 배수를 모두 지운다.
8. 남아있는 수 가운데 7은 소수이므로 오른쪽에 7을 쓴다. (노란색)
9. 자기 자신을 제외한 7의 배수를 모두 지운다.
10. 위의 과정을 반복하면 구하는 구간의 모든 소수가 남는다. (보라색)

그림의 경우, {\displaystyle 11^{2}>120}이므로 11보다 작은 수의 배수들만 지워도 충분하다. 즉, 120보다 작거나 같은 수 가운데 2, 3, 5, 7의 배수를 지우고 남는 수는 모두 소수이다.

### 에라토스테네스의 체를 프로그래밍 언어로 구현
◆ C++로 이 알고리즘을 다음과 같이 구현할 수 있다.
```
void
 
Eratos
(
int
 
n
)

{

    
/*  만일 n이 1보다 작거나 같으면 함수 종료 */

    
if
 
(
n
 
<=
 
1
)
 
return
;

    
/*	2부터 n까지 n-1개를 저장할 수 있는 배열 할당

		배열 참조 번호와 소수와 일치하도록 배열의 크기는

		n+1 길이만큼 할당(인덱스 번호 0과 1은 사용하지 않음)	*/

	
bool
*
 
PrimeArray
 
=
 
new
 
bool
[
n
 
+
 
1
];

	
/*  배열초기화: 처음엔 모두 소수로 보고 true값을 줌	*/

	
for
 
(
int
 
i
 
=
 
2
;
 
i
 
<=
 
n
;
 
i
++
)

	    
PrimeArray
[
i
]
 
=
 
true
;

	
/*	에라토스테네스의 체에 맞게 소수를 구함

		만일, PrimeArray[i]가 true이면 i 이후의 i 배수는 약수로 i를

		가지고 있는 것이 되므로 i 이후의 i 배수에 대해 false값을 준다.

		PrimeArray[i]가 false이면 i는 이미 소수가 아니므로 i의 배수 역시

		소수가 아니게 된다. 그러므로 검사할 필요도 없다.

또한 i*k (k < i) 까지는 이미 검사되었으므로 j시작 값은 i*2에서 i*i로 개선할 수 있다.

	*/

	
for
 
(
int
 
i
 
=
 
2
;
 
i
 
*
 
i
 
<=
 
n
;
 
i
++
)

	
{

		
if
 
(
PrimeArray
[
i
])

		
{

			
for
 
(
int
 
j
 
=
 
i
 
*
 
i
;
 
j
 
<=
 
n
;
 
j
 
+=
 
i
)

			    
PrimeArray
[
j
]
 
=
 
false
;

		
}

	
}

	
// 이후의 작업 ...

}

```

◆ java 로 구현
```
public
 
class
 
Eratos
 
{

	
public
 
static
 
void
 
main
(
String
[]
 
args
)
 
{

		
// ArrayList로 구현

		
ArrayList
<
Boolean
>
 
primeList
;

		
// 사용자로부터의 콘솔 입력

		
Scanner
 
scan
 
=
 
new
 
Scanner
(
System
.
in
);

		
int
 
n
 
=
 
scan
.
nextInt
();

		
// n <= 1 일 때 종료

		
if
(
n
 
<=
 
1
)
 
return
;

		
// n+1만큼 할당

		
primeList
 
=
 
new
 
ArrayList
<
Boolean
>
(
n
+
1
);

		
// 0번째와 1번째를 소수 아님으로 처리

		
primeList
.
add
(
false
);

		
primeList
.
add
(
false
);

		
// 2~ n까지 소수로 설정

		
for
(
int
 
i
=
2
;
 
i
<=
n
;
 
i
++
 
)

			
primeList
.
add
(
i
,
 
true
);

		
// 2부터  ~ i*i <= n

		
// 각각의 배수들을 지워간다.

		
for
(
int
 
i
=
2
;
 
(
i
*
i
)
<=
n
;
 
i
++
){

			
if
(
primeList
.
get
(
i
)){

				
for
(
int
 
j
 
=
 
i
*
i
;
 
j
<=
n
;
 
j
+=
i
)
 
primeList
.
set
(
j
,
 
false
);

				
//i*i 미만은 이미 처리되었으므로 j의 시작값은 i*i로 최적화할 수 있다.

			
}

		
}

		
StringBuffer
 
sb
 
=
 
new
 
StringBuffer
();

		
sb
.
append
(
"{"
);

		
for
(
int
 
i
=
0
;
 
i
<=
n
;
 
i
++
){

			
if
(
primeList
.
get
(
i
)
 
==
 
true
){

				
sb
.
append
(
i
);

				
sb
.
append
(
","
);

			
}

		
}

		
sb
.
setCharAt
(
sb
.
length
()
-
1
,
 
'}'
);

		
System
.
out
.
println
(
sb
.
toString
());

	
}

}

```

◆ python(3.6.4)으로 구현
```
def
 
prime_list
(
n
):

    
# 에라토스테네스의 체 초기화: n개 요소에 True 설정(소수로 간주)

    
sieve
 
=
 
[
True
]
 
*
 
n

    
# n의 최대 약수가 sqrt(n) 이하이므로 i=sqrt(n)까지 검사

    
m
 
=
 
int
(
n
 
**
 
0.5
)

    
for
 
i
 
in
 
range
(
2
,
 
m
 
+
 
1
):

        
if
 
sieve
[
i
]
 
==
 
True
:
           
# i가 소수인 경우

            
for
 
j
 
in
 
range
(
i
+
i
,
 
n
,
 
i
):
 
# i이후 i의 배수들을 False 판정

                
sieve
[
j
]
 
=
 
False

    
# 소수 목록 산출

    
return
 
[
i
 
for
 
i
 
in
 
range
(
2
,
 
n
)
 
if
 
sieve
[
i
]
 
==
 
True
]

```

결과:
```
prime_list
(
20
)

[
2
,
 
3
,
 
5
,
 
7
,
 
11
,
 
13
,
 
17
,
 
19
]

max
(
prime_list
(
1000000
))

999983

```

◆ Haskell 로 구현

타입 정보 있는 버전 (권장)
```
primes
 
::
 
[
Int
]

primes
 
=
 
sieve
 
[
2
..
]

           
where
 
sieve
 
::
 
[
Int
]
 
->
 
[
Int
]

                 
sieve
 
(
prime
 
:
 
xs
)
 
=
 
prime
 
:
 
sieve
 
[
x
 
|
 
x
 
<-
 
xs
,
 
x
 
`
mod
`
 
prime
 
/=
 
0
]

```

타입 정보 없는 버전 (Haskell의 타입 추론 이용)
```
primes
 
=
 
sieve
 
[
2
..
]

           
where
 
sieve
 
(
prime
 
:
 
xs
)
 
=
 
prime
 
:
 
sieve
 
[
x
 
|
 
x
 
<-
 
xs
,
 
x
 
`
mod
`
 
prime
 
/=
 
0
]

```

결과:
```
-- 처음 소수 10개 찾기

take
 
10
 
primes

[
2
,
3
,
5
,
7
,
11
,
13
,
17
,
19
,
23
,
29
]

-- 100보다 큰 소수 5개 찾기

take
 
5
 
$
 
filter
 
(
>
100
)
 
primes

[
101
,
103
,
107
,
109
,
113
]

```

## 같이 보기
- 행운의 수